# Стеблевский сельский округ
Стеблевский сельский округ — упразднённая административно-территориальная единица, существовавшая на территории Волоколамского района Московской области в 1994—2006 годах.
В первые годы советской власти возник Поповкинский сельсовет Буйгородской волости Волоколамского уезда Московской губернии.
В 1926 году Поповкинский с/с включал 2 населённых пункта — Большое Поповикно, Малое Поповкино, а также 1 хутор.
В 1929 году Поповкинский сельсовет был отнесён к Волоколамскому району Московского округа Московской области.
17 июля 1939 года в Поповкинский с/с вошли селения Ремягино упразднённого Ремягинского с/с, а также Буйгород и Глазачёво упразднённого Буйгородского с/с.
14 июня 1954 года к Поповкинскому с/с был присоединён Ботовский с/с.
21 мая 1959 года из упразднённого Речкинского с/с в Поповкинский были переданы селение Утишево и посёлок центральной усадьбы совхоза «Стеблево».
25 января 1972 года Поповкинский с/с был переименован в Стеблевский сельсовет, а его центр перенесён в селение Ботово.
3 февраля 1994 года Стеблевский с/с был преобразован в Стеблевский сельский округ.
В ходе муниципальной реформы 2005 года Стеблевский сельский округ прекратил своё существование как муниципальная единица. При этом все его населённые пункты были переданы в сельское поселение Кашинское.
29 ноября 2006 года Стеблевский сельский округ исключён из учётных данных административно-территориальных и территориальных единиц Московской области.